# Georges Goursat

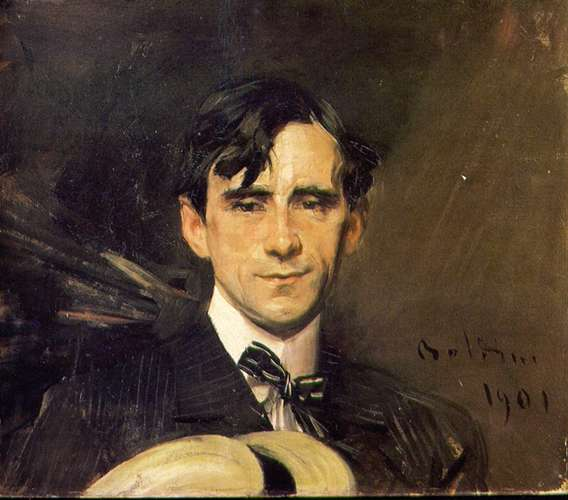
Georges Goursat, porträtiert von Giovanni Boldini

Georges Goursat (* 22. November 1863 in Périgueux; † 26. November 1934 in Paris) war ein französischer Karikaturist. Er signierte seine Zeichnungen, mit denen er zum Gesellschaftschronisten der Belle Epoque wurde, mit dem Pseudonym „Sem“. Die Karikaturen erschienen in „Alben“, Mappen mit großformatigen Lithografien, mit Auflagen von nur einigen hundert Exemplaren, weswegen seine Werke heute kaum mehr greifbar sind.

## Jugend

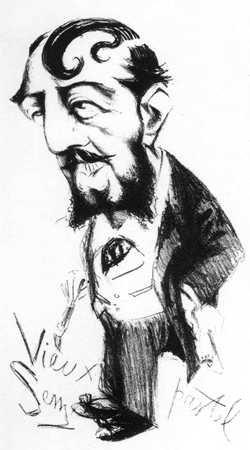
Portrait-charge von Ulrich de Vieil-Castel als Beispiel für eine frühe Zeichnung. Sem gab schnell diesen damals weit verbreiteten Stil mit den grotesk großen Köpfen auf.

Georges Goursat war das dritte von neun Kindern und der älteste Sohn von André Goursat (1830–1884) und seiner Frau Louise Saint Martin (1836–1906). Der Vater war Großhändler für Kolonialwaren, die Mutter brachte ein beträchtliches Vermögen mit in die Ehe. Mehr als für die damalige Zeit üblich scheint sich der Vater an der Kindererziehung beteiligt zu haben.
Die Jahre von 1876 bis 1880 verbrachte Georges auf einem Internat der Jesuiten in Sarlat, woran er sich später gerne erinnerte. Dann holte ihn sein Vater nach Périgueux zurück, um die Schulbildung auf dem dortigen Lycée zu beenden. 1883 übertrug André Goursat, wohl weil er Herzprobleme hatte, sein Geschäft an den ältesten Sohn sowie einen Kompagnon. Er starb am 14. Februar 1884. Georges Goursat interessierte sich nie fürs Geschäft, das er bald gegen eine Leibrente komplett dem Partner überließ. Bis er von seinen eigenen Werken leben konnte, musste er deswegen nie unter Geldsorgen leiden.

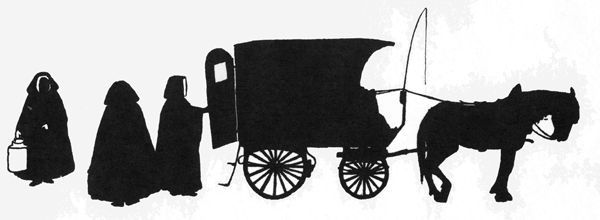
„Silhouette“ von Nonnen, die überflüssige Lebensmittel in Hotels und auf Märkten einsammeln

In Périgueux richtete er sich ein kleines Atelier ein, nahm bei einem Lehrer Zeichenunterricht und blieb zunächst bei seiner Mutter wohnen. Erste Karikaturen veröffentlichte er in kleinen Zeitschriften seiner Heimatstadt sowie in einem Album mit „Charakteren“. Zunächst kopierte er den damals üblichen Karikaturen-Stil der portraits-charges, in denen ein grotesk großer Kopf auf einem kleinen Körper sitzt. Diesen Stil gab er jedoch schnell auf und in seinen reifen Karikaturen fallen die Köpfe im Verhältnis zum Körper eher klein aus. Ein weiterer Zeichenstil, den er ausprobierte, waren wie Scherenschnitte wirkende „Silhouetten“. Die Karikaturen signierte er schon häufig mit dem Pseudonym „Sem“, das er aus Bewunderung für „Cham“ gewählt hatte, aber viele Jahre lang auch noch mit den Initialen „G. G.“ oder seinem vollen Namen.

## Lehrjahre in der Provinz
1889 zog Sem in das Zentrum der Region nach Bordeaux, wo er Karikaturist der beiden Zeitungen La Petite Gironde und La Gironde wurde. Bereits im Januar 1890 brachte er auch ein erstes Album mit Lithografien heraus, die typische Gestalten aus dem Leben der Stadt zeigten. Sein Stil wurde ökonomischer. Bereits dieses erste Album wurde zu einem lokalen Ereignis und war schnell ausverkauft. In seiner Zeit in Bordeaux fertigte Sem noch zwei weitere Alben an, in denen wichtige Persönlichkeiten der Stadt immer größeren Raum einnahmen. Außerdem stammen große Teile der ab 1895 jährlich zu Weihnachten erscheinenden Zeitschrift Tourny-Noël von ihm. Von Bordeaux aus scheint er mehrfach nach London gefahren zu sein und möglicherweise datiert seine Bekanntschaft mit dem Prince of Wales aus dieser Zeit, doch ist aus seinem Privatleben kaum etwas bekannt.

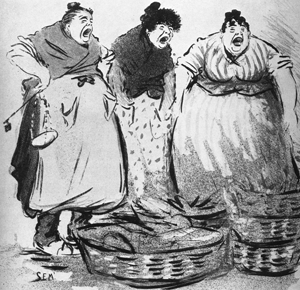
Fischweiber in Marseille

Die Gründe für Sems Umzug nach Marseille, wo er die Jahre von 1898 bis 1900 verbrachte, sind ebenfalls unbekannt. In einer Zeit, in der zahlreiche Maler in den Midi kamen, um die Landschaft zu malen, blieb er bei seinen Themen: bekannte Persönlichkeiten der Stadt, die er bei Pferderennen, im Theater und in Salons beobachtete. Sein Atelier befand sich in der obersten Etage der Präfektur. In der kurzen Zeit veröffentlichte er zwei Alben und eine Weihnachtszeitschrift mit insgesamt über 100 Porträts. Manchmal jagte er sein Opfer wie später die Paparazzi. Sems Arbeitsweise war aufwändig, denn er fertigte unzählige Skizzen einer Figur an, bis er ihre Haltung und Gesichtszüge auswendig zeichnen konnte. Die endgültige Karikatur war dann die Quintessenz ihrer Persönlichkeit. Sem hatte seinen endgültigen Stil gefunden.
Einer der Karikierten fühlte sich derartig beleidigt, dass er Sem zum Duell forderte, welches Sem annahm und gewann. Möglicherweise war dieses Duell der Anlass, Marseille im März 1900 zu verlassen; ein weiterer Grund war das Drängen des Schriftstellers und Journalisten Jean Lorrain, der auf Sems Talent aufmerksam geworden war, nach Paris zu kommen.

## Sem erobert Paris

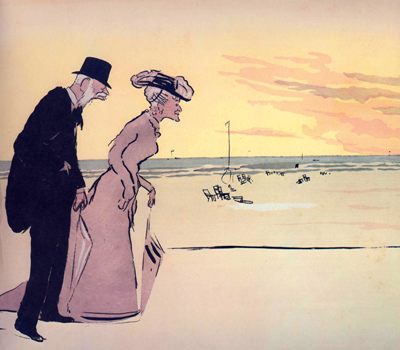
Sem gehörte zu den wenigen Franzosen, die in der Dreyfus-Affäre, die damals die Nation polarisierte, nicht Stellung bezogen. Seine Karikatur auf Baron und Baronin Alphonse de Rothschild am Strand von Trouville kann jedoch als Kommentar gelesen werden, wie sehr französische Juden durch „die Affäre“ isoliert wurden.

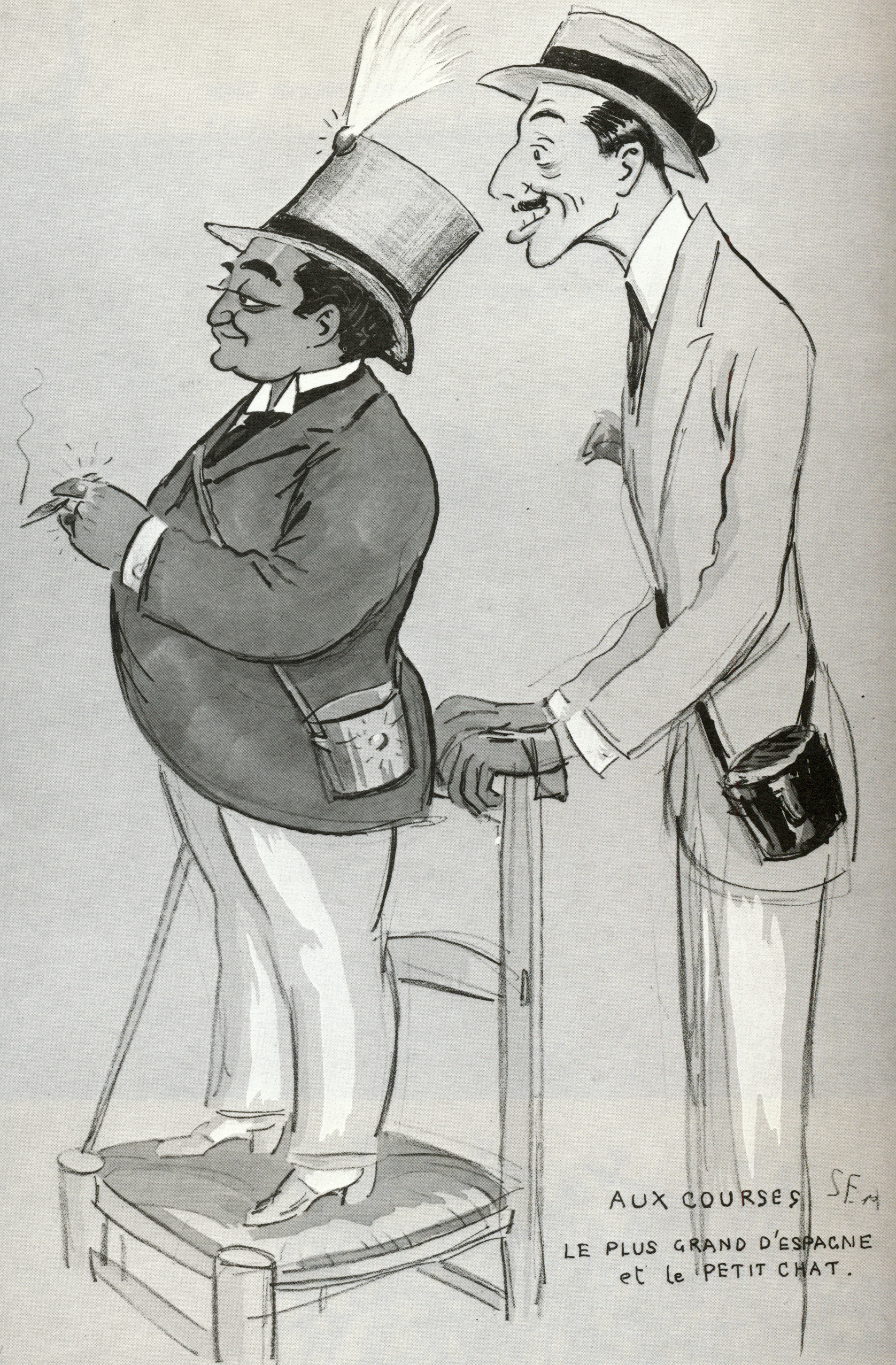
Le plus grand d’Espagne Alfons XIII. von Spanien und le petit chat Reza Schah bei einem Pferderennen

Im März 1900, kurz bevor die Weltausstellung öffnete, ging Sem nach Paris. Die führenden Karikaturisten der Stadt waren zu dieser Zeit Jean-Louis Forain und Abel Faivre, die sich ihre Themen jedoch in der Politik suchten. Sem verbrachte seine Zeit auf Pferderennen und veröffentlichte bereits nach drei Monaten das Album Le Turf. Praktisch die gesamte gehobene Gesellschaft – Tout-Paris –, soweit sie sich auf Rennbahnen herumtrieb, fand sich hier karikiert. Sem hatte den Druck selbst finanziert und das Album selbst in die Buchhandlungen gebracht, wo es zum Preis von 1 Louis (20 Francs) verkauft wurde. Le Turf war sofort ein Erfolg und wurde enthusiastisch in der Presse gefeiert; sein Name war seitdem stadtbekannt. Wer noch nicht von Sem karikiert worden war, konnte sich nicht wirklich zu Tout-Paris zählen. In den folgenden 14 Jahren bis zum Ersten Weltkrieg brachte er regelmäßig pro Jahr ein Album heraus.
Sem verstand sich nie als politischer Karikaturist oder auch nur als Kommentator des Tagesgeschehens. Staatsoberhäupter tauchen in seinen Zeichnungen auf, soweit sie Tout-Paris angehörten, wie Ferdinand von Bulgarien oder Edward VII. von Großbritannien. Zu diesem Milieu gehörten Geschäftsleute wie Alphonse de Rothschild oder André Citroën, Schauspieler, Schriftsteller und die großen Kokotten. Ihre Bühne war der Bois de Boulogne, die Oper und das Restaurant Maxim’s. Daneben existierten weitere Zirkel wie die Faubourgs Saint-Germain und Saint-Honoré sowie verschiedene literarische Salons, die Sem unzugänglich blieben.

## Gesellschaftschronist der Belle Epoque

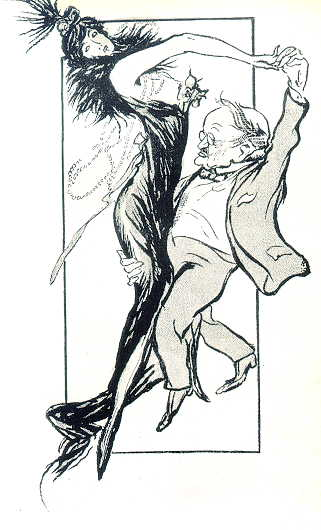
1912 wurde Paris von einer Tango-Manie erfasst, der Sem ein eigenes Album Tangoville sur Mer widmete. Hier tanzt der Maler Boldini mit seinem Modell Ava Astor.

Neben seinen Alben erschienen Sems Karikaturen im Journal, mit dessen Eigentümer Henri Letellier er befreundet war. Gelegentlich veröffentlichte er hier auch Texte in Form so genannter „Chroniken“. Sem war ein langsamer Arbeiter, der die Redaktion häufig warten ließ. Seine Karikaturen von Köpfen aus Theater, Sport oder Politik erschienen jedoch auf der ersten Seite und galten als verkaufsfördernd. Daneben erschienen seine Zeichnungen und auch Texte in Le Gaulois und im Figaro. Die Haupteinnahmequelle blieben jedoch seine Alben sowie das Zeichnen von Werbung. Die Einnahmen waren so gut, dass er sich einen aufwändigen Lebensstil leisten konnte. Seine Kleidung besorgte er sich in London, wo er sogar seine Hemden bügeln ließ.

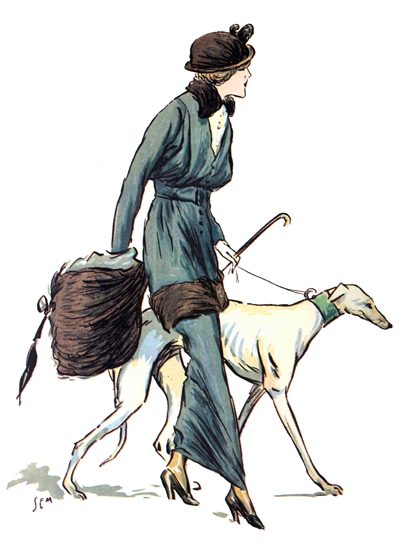
Mit „Dame mit Windhund“ skizzierte Sem kurz vor dem Krieg eine – gemessen an den Maßstäben der Zeit – einfache Mode, wie sie ihm als „echter Chic“ vorschwebte.

1904 wurde Sem in die Ehrenlegion aufgenommen, eine Ehrung, die nur selten an Künstler vergeben wurde und nach nur vier Jahren Aufenthalt in der Hauptstadt absolut ungewöhnlich war (1923 wurde er zum Offizier der Ehrenlegion befördert). 1909 veranstaltete er zusammen mit dem Zeichner Auguste Roubille eine Ausstellung über die Grande Semaine, das heißt über das Défilé eleganter Kutschen, Pferde und erster Automobile im Bois de Boulogne anlässlich der Pferderennen. Roubille zeichnete dazu in Form eines Dioramas die Pferde, Sem die dargestellten Personen.
Mit seinen Karikaturen wurde Sem auch zu einem einflussreichen Modekritiker. Die Damenmode seiner Zeit, die Frauen in so umständliche Gewänder kleidete, dass sie zur Bewegung auf die Hilfe ihrer Begleiter angewiesen waren, geißelte er als „Museum der Irrtümer“. 1913 brachte er das Album Le Vrai et le Faux Chic mit kurzen Texten und Illustrationen heraus. Sem war auch ein enthusiastischer Verehrer der einfachen, von unabhängigen Frauen tragbaren Mode, die Coco Chanel in den Kriegsjahren populär machte.

## Stilwandel im Ersten Weltkrieg

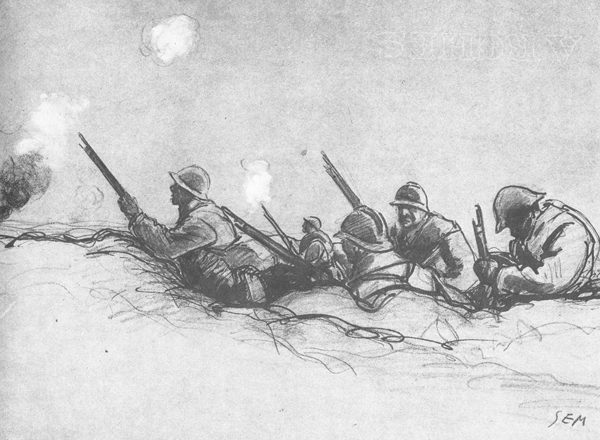
„Vor dem Angriff“ aus den Croquis de guerre
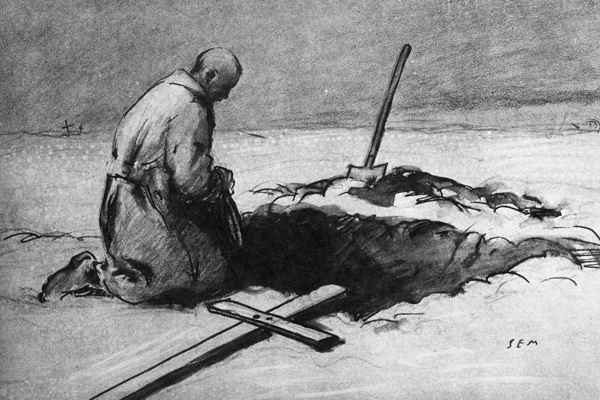
„Gebet vor dem Grab“ aus den Croquis de guerre

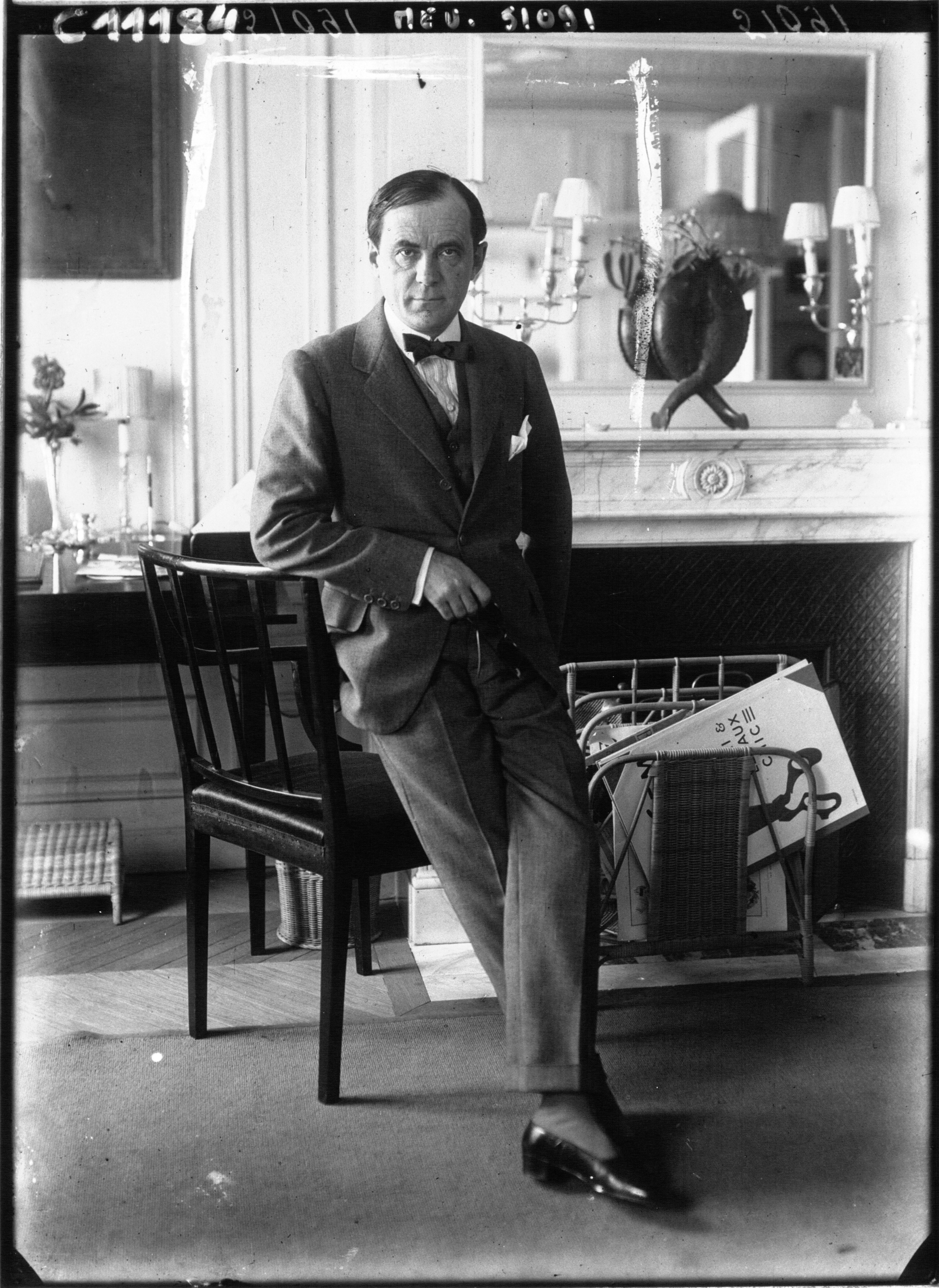
Sem im Jahr 1914

Mit dem Ersten Weltkrieg stellte Sem seine Kunst in den Dienst des Vaterlandes. Obwohl er bereits über 50 Jahre alt war, wagte er sich als Kriegsberichterstatter für den Journal – im Gegensatz zu vielen Kollegen – bis in die Schützengräben vor. Eine Flut von Leserbriefen bezeugt, dass seine Artikel von den Frontsoldaten als besonders wahrhaftig empfunden wurden. Zehn von ihnen sind 1917 in dem Buch Un pékin sur le front zusammengefasst worden, weitere Artikel finden sich in La Ronde de Nuit von 1923. Sein Stil war vom zeittypischen Deutschenhass geprägt, Deutsche bezeichnete er nie als allemands, sondern immer nur als boches. Seine Zeichnungen aus dem Krieg, die er in zwei Croquis-de-guerre-Alben veröffentlichte, waren in verschiedenen Grautönen gehalten. Auch in ihnen stellte Sem nur dar, was er selbst gesehen hatte. Allerdings zeichnete er auch pompöse Plakate, die für Kriegsanleihen werben sollten.

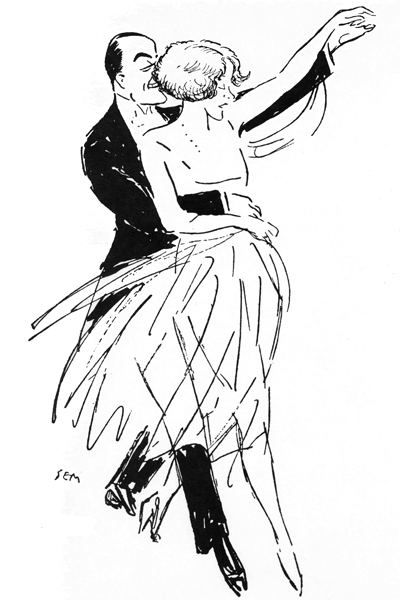
Léonora Hughes und Maurice Mouvet tanzen

Nach dem Krieg fesselte ihn in den années folles (Goldene Zwanziger) besonders der Jazz und die Modetänze Shimmy und Charleston, die aus den USA nach Frankreich gelangt waren. Sem hat nie geheiratet. Hatte er in seinen Anfangsjahren fast nur Männer karikiert, so dominierten jetzt in seinen Karikaturen starke Frauenfiguren. Besonders verehrte er die Schriftstellerin Colette, die Modemacherin Coco Chanel und die Tänzerin Léonora Hughes. Zu seinen engsten Freunden zählten die Maler Paul Helleu und Giovanni Boldini und seine Kollegen beim Journal Jean-Louis Forain und Abel Faivre.

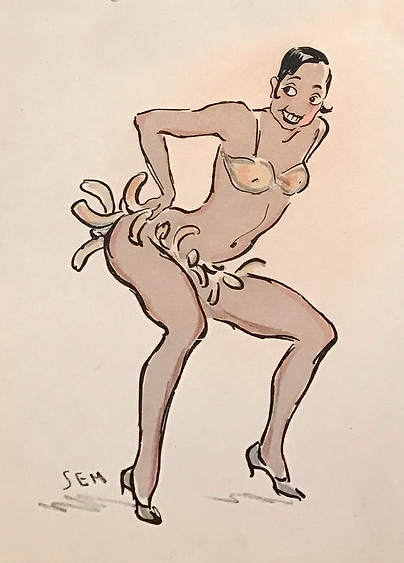
Josephine Baker
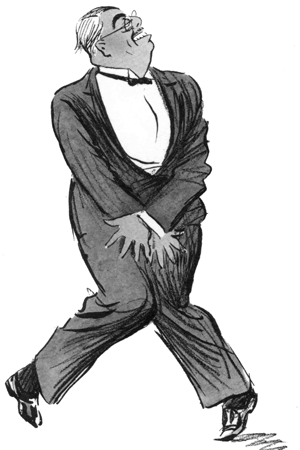
Der Aga Khan tanzt Charleston
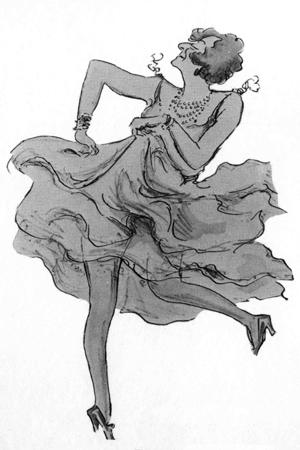
Cécile Sorel

1933 erlitt Sem einen Herzanfall, wahrscheinlich einen Herzinfarkt. Er erholte sich, starb aber plötzlich am 26. November 1934 in Paris in seinem Lesesessel mit einem Buch in der Hand.

## Nachlass
Die Werke Sems werden vom Musée Carnavalet und vom Cabinet des Estampes in Paris, vom Musée du Périgord in Périgueux und vom Musée Paul Dupuy in Toulouse aufbewahrt. Im Schloss Monbazillac ist ein Saal „Sem“ gewidmet. Die Association Sem kümmert sich um sein Andenken.
Sem ist vor allem durch seine 30 Alben bekannt. Es handelt sich um je 15 bis 45 Blätter in großem Format, etwa 30 × 60 cm. Die Auflage betrug einige hundert Stück, bestimmte Alben sind auch nachgedruckt worden. Keines der Alben ist datiert. Die vorbereitenden Skizzen zu seinen Karikaturen hat Sem systematisch vernichtet. Sem hat außerdem viel für die Werbung gearbeitet, sei es für Music-Halls, Kriegsanleihen oder Füllfederhalter.